# Katō (Klan)

Wappen der Katō (Schlangenauge)

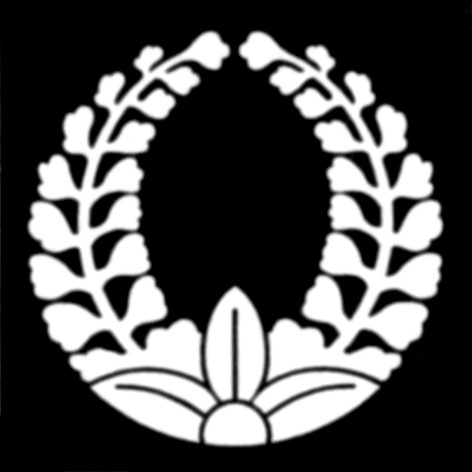
Wappen der Niiya-Katō

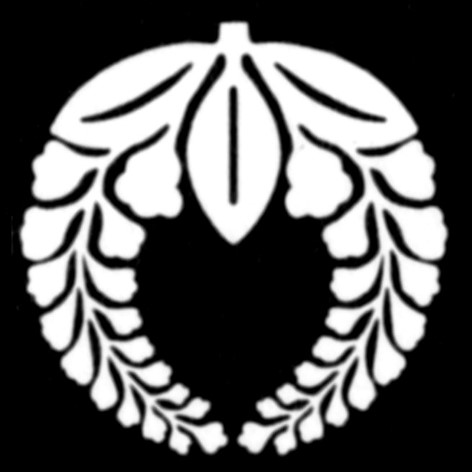
Wappen der Minakuchi-Katō

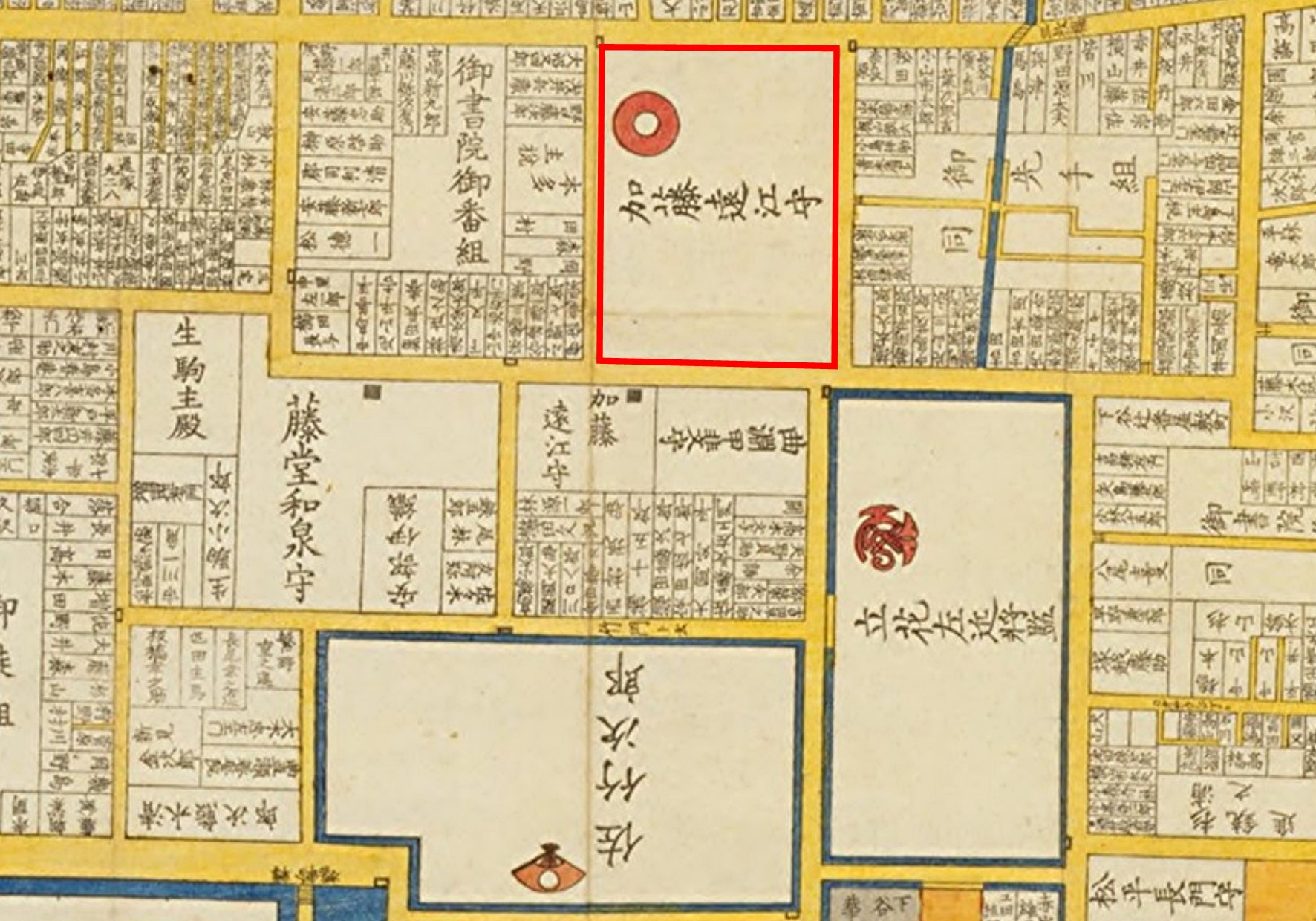
Ōzu-Katō Residenz in Edo

Die Katō (japanisch 加藤氏, Katō-shi) waren Familien des japanischen Schwertadels (Buke) aus der Provinz Mino, die sich von Fujiwara no Kagemichi ableitete. Mit einem Einkommen von 60.000 Koku gehörten die in Ōzu (Präfektur Ehime) residierenden Katō zu den größeren Tozama-Daimyō der Edo-Zeit.

## Genealogie
Die beiden Katō-Zweige, der Mitsuyasu-Zweig und Yoshiakira-Zweig lassen sich auf einen gemeinsamen Vorfahren, Kagekado (景廉, † 1221) zurückführen. Beide Familien führen als Fujiwara-Nachfahren den Blauregen (fuji) und das Schlangenauge (ja-no-me) als Wappen, erstere den Blauregen aufsteigend, letztere jedoch fallend, auch mit dem Zeichen 加.

### Mitsuyasu-Zweig
- Mitsuyasu (光泰; 1537–1595) diente erst Oda Nobunaga, dann Toyotomi Hideyoshi, der ihm die Domäne Takashima (Ōmi) mit 20.000 Koku gab. 1590 wurde sein Einkommen auf 240.000 Koku erhöht. Mitsuyasu starb während des Korea-Feldzuges.
- Sadayasu (定泰; 1581–1624), Sohn Mitsuyasus, erhielt nach dessen Tod Kurono (Mino)[Anm. 1] mit 40.000 Koku. 1610 wurde er nach Yonago (Hōki) versetzt, dann 1617 nach Ōzu (Iyo), wo er und seine Nachkommen bis 1868 residierten. Letzter Daimyō war
- Yasuaki (泰秋; 1846–1922), nach 1868 Vizegraf.

#### Nebenzweig
- Naoyasu (直泰) begründete einen Nebenzweig, der von 1624 bis 1868 in einem Festen Haus (jinya) in Niiya (Iyo)[Anm. 2] mit 10.000 Koku residierte. Nach 1868 Vizegraf.

### Yoshiaki-Zweig
- Yoshiaki/Yoshiakira (嘉明; 1563–1631) diente zunächst Hideyoshi, den er auf dessen Korea-Feldzug begleitete. Er kommandierte zusammen mit Tōdō Takatora die Flotte. Nach seiner Rückkehr schloss er sich Ieyasu an und nahm an der Schlacht von Sekigahara teil. Im Anschluss daran wurde er von Matsuzaki (Iyo) mit 10.000 Koku nach Matsuyama (Iyo) mit 20.000 Koku versetzt. Nach dem Tode von Gamō Tadasato erhielt er Aizu-Wakamatsu (Mutsu) mit 400.000 Koku.
- Akinari (明成), Yoshiakis Sohn, wurde wegen schlechter Behandlung seiner Untertanen 1643 abgesetzt.
- Akitomo (明友), Akinaris Sohn, erhielt nach der Absetzung seines Vaters, in Anerkennung der Leistung seines Großvaters Yoshiaki, Yoshimizu (Iwami) mit 10.000 Koku. Seine Nachkommen wurden nacheinander 1682 nach Minakuchi[Anm. 3] (Ōmi) mit 20.000 Koku, nach Mibu (Shimotsuke) und schließlich zurück nach Minakuchi mit 25.000 Koku versetzt, wo die Familie bis 1868 residierte. Danach Vizegraf.